# Aleksandr Petróvitx Kotélnikov
Aleksandr Petróvitx Kotélnikov   (Kazan, 8 d'octubre de 1865 (Julià) - Moscou, 6 de març de 1944) va ser un matemàtic i físic rus.

## Vida i obra
El pare de Kotelnikov era professor de la universitat de Kazan, amic i col·lega de Nikolai Ivànovitx Lobatxevski. En morir el seu pare (1879) es va fer càrrec de la seva educació la seva germana gran, Elizabeta Petrovna. El 1883 va iniciar els estudis universitaris al Institut de Tecnologia de Sant Petersburg, però l'any següent es va traslladar a la facultat de física i matemàtiques de la universitat de Kazan, en la qual es va graduar el 1888.
El 1893 va començar a donar classes a la universitat de Kazan. El 1899 obté el doctorat amb una tesi sobre la teoria projectiva dels vectors. Aquest mateix any és nomenat cap del departament de mecànica del recentment creat Institut Politècnic de Kíev. El 1904 va tornar al departament de matemàtiques pures de la universitat de Kazan en el qual va estar fins al 1914, en que va retornar a la universitat de Kíiv. El 1924 es trasllada definitivament a Moscou, en ser nomenat professor de la Universitat Tècnica Bàuman d'aquesta ciutat. Va ser el pare del també conegut científic Vladimir Kotelnikov. En els seus darrers vint anys, a més de ser professor de la universitat Bàuman, també va fer classes a altres institucions d'ensenyament superior de Moscou.
Kotelnikov es va especialitzar en geometria i cinemàtica i és especialment recordat per haver començat a desenvolupar a partir de 1895 la teoria de la torsió. El 1927 va publicar la que és considerada com la seva obra principal: El principi de la Relativitat i la Geometria de Lobatxevski. També va fer treballs en teoria dels quaternions i en les seves aplicacions a la mecànica.